# Лапети
Лапети (груз. ლაფეთი) — село в Грузии, на территории Ткибульского муниципалитета края (мхаре) Имеретия.

## География
Село находится в западной части Грузии, к востоку от реки Чала (правый приток Цкалцителы), на расстоянии 22 километров к западу от города Ткибули, административного центра муниципалитета. Абсолютная высота — 490 метров над уровнем моря.

## Население
По результатам официальной переписи населения 2014 года, в Лапети проживало 35 человек (19 мужчин и 16 женщин). В национальной структуре населения грузины составляли 100 %.
| Год  | Население, человек |
| ---- | ------------------ |
| 2002 | 60                 |
| 2014 | ↘ 35               |